# Madeleine Sologne
Pour les articles homonymes, voir Sologne (homonymie).
Madeleine Simone Vouillon, de son nom de scène Madeleine Sologne, est une actrice de théâtre et de cinéma française, née le 27 octobre 1912 à La Ferté-Imbault (Loir-et-Cher) et morte le 31 mars 1995 à Vierzon (Cher).

## Biographie

### Famille
Issue d'une famille modeste vivant dans un village près de Romorantin, en Sologne, Madeleine Sologne fera du nom de cette région son nom de scène.  Elle quitte La Ferté-Imbault à la mort de sa mère, puis se place à 16 ans comme apprentie chez Caroline Reboux, célèbre enseigne de création de chapeaux à la mode, à Paris. Elle ouvre ensuite son propre magasin de modiste.

### Carrière artistique
En 1936, Madeleine Sologne devient modèle pour le peintre Mojzesz Kisling, qui l'incite à prendre des cours de théâtre. C'est ce qu'elle fera, auprès de Julien Bertheau et de Jacques Baumer. Sa première expérience théâtrale est dans Boccace, conte 19, de Julien Luchaire. Elle fait ses débuts au cinéma, décrochant un petit rôle dans La vie est à nous de Jean Renoir, en 1936.
Elle se consacre ensuite aux rôles de gitanes, notamment dans Les Gens du voyage, de Jacques Feyder. Elle progresse dans la carrière, en partenaire de Fernandel dans Raphaël le tatoué  de Christian-Jaque. En 1939, elle accède au statut de vedette aux côtés d'Erich von Stroheim et de Robert Le Vigan dans Le Monde tremblera. En 1942, dans Fièvres de Jean Delannoy, elle est une épouse mourant de chagrin devant l'infidélité de son mari.
La consécration vient avec L'Éternel Retour, écrit par Jean Cocteau et réalisé par Jean Delannoy. Aux côtés d'un Jean Marais débutant, Madeleine Sologne y incarne Nathalie, nouvelle Iseult à la longue chevelure blonde (elle s'est teinte pour l'occasion). Le couple, qui symbolise la jeunesse sous le joug de l'Occupation, devient mythique aux yeux de toute une génération. Les jeunes filles se coiffent désormais « à la Madeleine Sologne », avec une longue mèche tombante.
La notoriété s'ensuit, mais paradoxalement ce rôle considérable sera son chant du cygne : après quelques rôles mineurs, la comédienne abandonne les plateaux en 1948.
On la voit encore au théâtre, notamment dans La Forêt pétrifiée de Robert E. Sherwood, puis dans Aux quatre coins de Jean Marsan et dans L'Homme traqué de Francis Carco.
On l'apercevra une dernière fois au cinéma en 1969, dans Le Temps des loups de Sergio Gobbi.
Madeleine Sologne décède dans une maison de santé de Vierzon, le 31 mars 1995. Elle fait don de son corps à la science et ses cendres sont inhumés sous une stèle du cimetière parisien de Thiais, dédiée à tous ceux qui ont donné leur corps à la science.

## Vie privée
En 1936, Madeleine Sologne épouse Alain Douarinou, caméraman. Vers 1969, elle épouse le directeur de production Léopold Schlosberg.

## Filmographie

### Cinéma
- 1936 : La vie est à nous réalisation collective (8 réalisateurs) dont Jean Renoir
- 1936 : Pantins d'amour de Walter Kapps
- 1936 : Une femme par intérim d'André Hugon - court métrage -
- 1937 : Le Réserviste improvisé d'André Hugon - court métrage -
- 1937 : Les Filles du Rhône de Jean-Paul Paulin
- 1937 : Franco de port de Dimitri Kirsanoff : Une prostituée
- 1937 : Forfaiture de Marcel L'Herbier
- 1937 : Records 37 de Jacques B. Brunius et Jean Tarride (court métrage)
- 1938 : Le Temps des cerises de Jean-Paul Le Chanois
- 1938 : La Plus Belle Fille du monde de Dimitri Kirsanoff
- 1938 : Adrienne Lecouvreur de Marcel L'Herbier : Flora
- 1938 : Les Gens du voyage de Jacques Feyder – Non créditée au générique
- 1938 : Remontons les Champs-Élysées de Sacha Guitry
- 1938 : Conflit de Léonide Moguy
- 1939 : Le monde tremblera ou La Révolte des vivants de Richard Pottier
- 1939 : Le Danube bleu de Emil-Edwin Reinert et Alfred Rode
- 1939 : Raphaël le tatoué de Christian-Jaque
- 1939 : Le Père Lebonnard de Jean de Limur
- 1939 : Les Compagnons de Saint-Hubert de Jean Georgesco - court métrage -
- 1941 : Départ à zéro de Maurice Cloche
- 1941 : Nous les jeunes de Maurice Cloche - court métrage -
- 1942 : Fièvres de Jean Delannoy
- 1942 : Croisières sidérales d'André Zwobada : Françoise Monier
- 1942 : Les Hommes sans peur d'Yvan Noé
- 1942 : L'Appel du bled de Maurice Gleize
- 1943 : Le Loup des Malveneur de Guillaume Radot
- 1943 : L'Éternel Retour de Jean Delannoy
- 1943 : Vautrin de Pierre Billon d'après Honoré de Balzac, dans le rôle d'Esther Gobseck
- 1945 : Mademoiselle X de Pierre Billon
- 1945 : Marie la Misère de Jacques de Baroncelli
- 1946 : Un ami viendra ce soir de Raymond Bernard
- 1946 : La Femme fatale de Jean Boyer
- 1946 : La Foire aux chimères de Pierre Chenal
- 1948 : Une grande fille toute simple de Jacques Manuel
- 1948 : Le Dessous des cartes d'André Cayatte
- 1948 : La Figure de proue de Christian Stengel
- 1951 : Le Bouquet de la Saint-Jean - Film resté inachevé -
- 1959 : Les Naufrageurs de Charles Brabant
- 1960 : Il suffit d'aimer de Robert Darène
- 1969 : Le Temps des loups de Sergio Gobbi

### Télévision
- 1965 : Le Naïf amoureux téléfilm ou feuilleton télévisé de Philippe Ducrest
- 1969 : Salomé de Pierre Koralnik : Hérodias
- 1972 : L'Inconnue du vol 141 feuilleton télévisé de Louis Grospierre
- 1976 : L'Ortie téléfilm de Roger Kahane scénario Paul Savatier

## Théâtre
- 1934 : Boccace, conte 19 de Julien Luchaire, Théâtre des Ambassadeurs
- 1953 : Mademoiselle Antoinette de Jean Guitton, Théâtre des Célestins
- 1954 : L'Homme traqué de Frédéric Dard, mise en scène Robert Hossein, Théâtre du Casino municipal Nice, Théâtre des Noctambules
- 1959 : La guerre de Troie n'aura pas lieu de Jean Giraudoux, mise en scène Jean Marchat, Festival de Bellac
- 1959 : Hamlet de William Shakespeare, mise en scène Jean Darnel, Arènes de Saintes
- 1961 : Hamlet de William Shakespeare, mise en scène Jean Darnel, Festival d'Art dramatique de Saint-Malo
- 1961 : Œdipe ou Le Silence des dieux de Jean-Jacques Kihm, mise en scène Delfor Peralta, Arènes de Cimiez
- 1962 : Œdipe ou Le Silence des dieux de Jean-Jacques Kihm, mise en scène Delfor Peralta, Comédie de Paris
- 1962 : Marie Tudor de Victor Hugo, mise en scène Henri Lazarini, Festival de la Haute Auvergne
- 1966 : La guerre de Troie n'aura pas lieu de Jean Giraudoux, mise en scène Jean Darnel, Théâtre de la Nature Saint-Jean-de-Luz
- 1968 : La guerre de Troie n'aura pas lieu de Jean Giraudoux, mise en scène Jean Darnel, Théâtre antique d'Arles
- 1969 : Œdipe roi de Jean Cocteau, avec Jean Marais, mise en scène de Jean Marais, musique de Maurice Thiriet. Théâtre de l'Alliance Française.

## À savoir

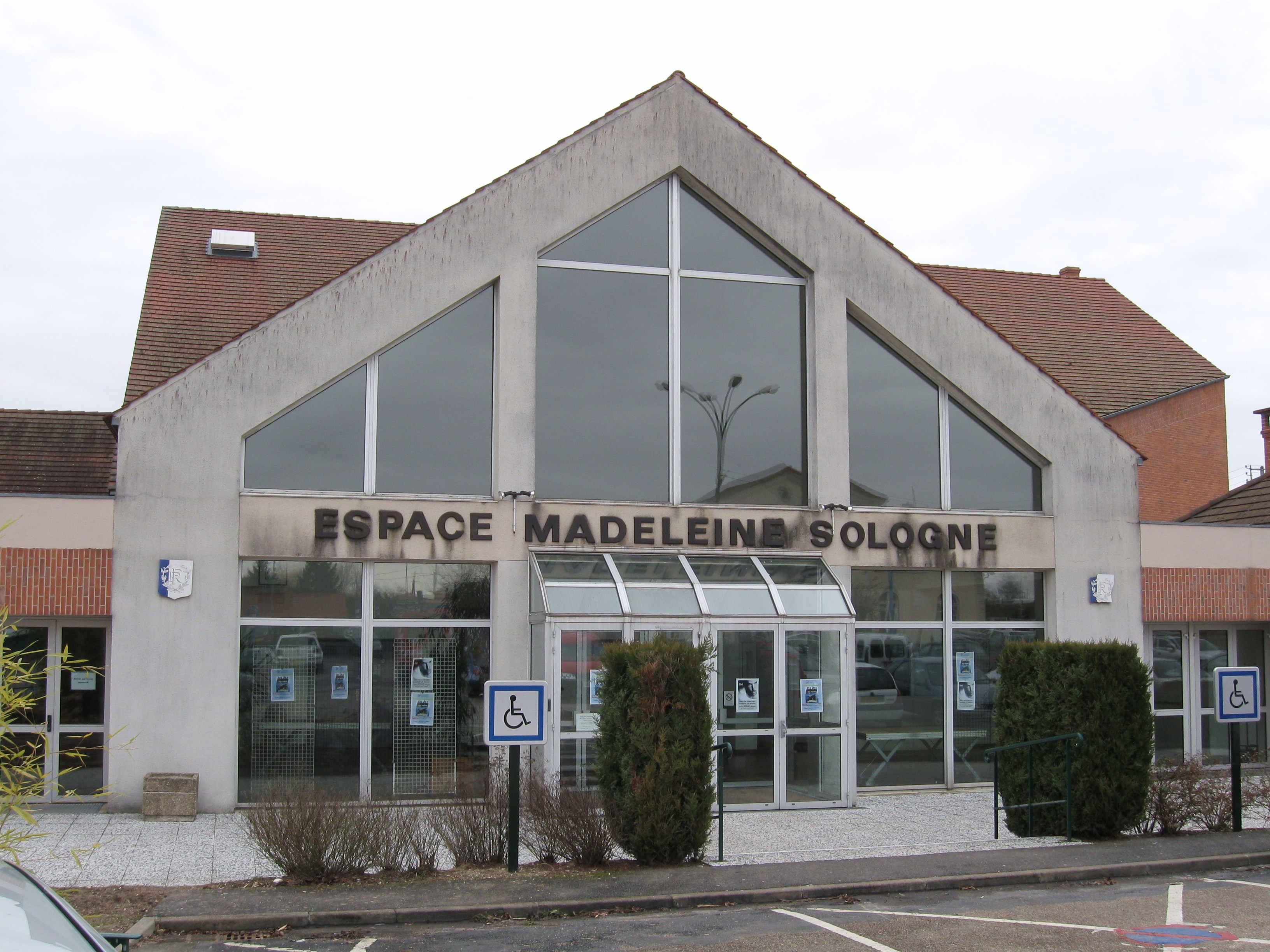
Espace Madeleine Sologne à La Ferté-Saint-Aubin.

Jean Delannoy avait un instant pensé à Michèle Morgan pour tenir le rôle d'Iseult aux côtés de Jean Marais (Tristan), dans L'Éternel Retour. Mais cette dernière était retenue à Hollywood pour le tournage de Higher and higher et de Two Tickets to London. Il choisit donc Madeleine Sologne, sous réserve qu'elle change la coloration de ses cheveux.